# Associazione Calcio Forlì 1951-1952
Questa voce raccoglie le informazioni riguardanti l'Associazione Calcio Forlì nelle competizioni ufficiali della stagione 1951-1952.

## Rosa
| N. |                   | Ruolo | Calciatore          |
| -- | ----------------- | ----- | ------------------- |
|    | Italia (bandiera) | C     | Italo Allodi        |
|    | Italia (bandiera) | C     | Gino Amabili        |
|    | Italia (bandiera) | A     | Luciano Bacci       |
|    | Italia (bandiera) | C     | Afro Canali         |
|    | Italia (bandiera) | C     | Sergio Cappello     |
|    | Italia (bandiera) | D     | Ferdinando Capra    |
|    | Italia (bandiera) | P     | Agostino Carparelli |
|    | Italia (bandiera) | A     | Enrico Cuoghi       |
|    | Italia (bandiera) | D     | Giorgio Da Costa    |
|    | Italia (bandiera) | A     | Eros Gamberini      |

| N. |                    | Ruolo | Calciatore          |
| -- | ------------------ | ----- | ------------------- |
|    | Italia (bandiera)  | P     | Pino Gimelli        |
|    | Italia (bandiera)  | C     | Aldo Godoli         |
|    | Albania (bandiera) | A     | Riza Lushta         |
|    | Italia (bandiera)  | C     | Sergio Lusso        |
|    | Italia (bandiera)  | C     | Giordano Moiraghi   |
|    | Italia (bandiera)  | D     | Gennarino Ottogalli |
|    | Italia (bandiera)  | C     | Ferruccio Paravano  |
|    | Italia (bandiera)  | P     | Carlo Rognoni       |
|    | Italia (bandiera)  | C     | Enzo Rosignoli      |
|    | Italia (bandiera)  | D     | Gaetano Vellani     |